# Явтухович, Дмитрий Андреевич
Дмитрий Андреевич Явтухович (бел. Змiцер (Змiтрок, Дзмiтры) Яутуховiч; род. 1962, Гомель) — советский, белорусский и американский композитор, член Союза композиторов Республики Беларусь с 1990 года, член союза авторов, публикаторов и композиторов «ASCAP» (США). Участник (пианист, клавишник) ансамбля «Песняры» (1986—1989)

## Биография
Дмитрий Явтухович родился в 1962 году в Гомеле в семье скрипача Андрея Николаевича Явтуховича и пианистки Татьяны Михайловны Явтухович (Богдановой). В 1977 году окончил Гомельскую музыкальную школу № 2 по классу фортепиано, в 1978 поступил в Гомельское музыкальное училище им. Н. Ф. Соколовского на отделение «Теория музыки», по окончании которого в 1982 году поступил на композиторское отделение Белгосконсерватории им. Луначарского в Минске.
Пробовал сочинять музыку во время импровизаций за пианино ещё в детстве, но записывать её стал лишь с 19-ти лет, за год до поступления в класс композиции консерватории.
С 8-го класса играл на электрооргане и фортепиано в различных ВИА, начиная со школьного.
Первые записи в проф.студии сделал с отцом-скрипачём, дуэтом. Благодаря профессиональному звучанию своих представленных на вступительном экзамене сочинений, получил «5» по композиции, что было большой редкостью при поступлении в консерваторию.
Несколько десятков малых и крупных композиций написано Явтуховичем в разных жанрах за период обучения (1982—1987) в классе проф. Дмитрия Брониславовича Смольского, дипломными работами стали Концерт для скрипки с оркестром(1986) и Кантата на стихи И. А. Бунина(1987). Первый скрипичный концерт с успехом 2 раза звучал в Минской филармонии (1987 и 1989 г.г.), солист — скрипач-лауреат Анатолий Караев, ученик Ольги Пархоменко.
— выпускник класса композиции проф. Д. Б. Смольского (Белгосконсерватория,1987, ассистентура-стажировка, там же,1990).
В течение 1986—1989 — артист высшей категории (клавишные, композиция, аранжировка) Бел. Гос. ансамбля «Песняры» п/у В. Г. Мулявина.
В 1989-м г. организовал в г. Гомеле группу «Поп-Синдикат»(совм.с поэтом И.Журбиным и вокалистом Е.Шахраем). На коммерческих концертах выступали вместе с вокалистами А.Москальчукoм и Анатолием Кашепаровым, при этом собирались полные залы. Через год коллектив разбежался, а Дмитрий продолжил собственную композиторскую карьеру в Минске.
В 1989—1993 г.г. очень часто выступал в дуэте со своим братом Алексеем Явтуховичем, скрипачём, который, к примеру, является первым исполнителем популярного вальса «Откровенность» https://www.youtube.com/watch?v=BiAgCpnpYDM, написанного Дмитрием в 1990-м г.
Сотрудничал также как композитор и автор-исполнитель с ВИА «Сябры» (рук. Анатолий Ярмоленко) в 1990—1993 г.г. и с Государственным концертным оркестром Республики Беларусь п/у Михаила Финберга в 1991—1993 г.г.
Организатор и руководитель Белорусских детских эстрадных ансамблей и студий: «Чабарок» (1989—1992) и «Буслiк» (1992—1993), гастролировал с ними в Польше,Германии, Австрии(1990—1993). Репертуар состоял на 90 % из детских песен Явтуховича.
В сентябре 1993 года по экономическим причинам переехал в США,штат New Jersey. Проживает с семьёй в г. South River и г. Old Bridge.
Преподавал музыку(1995—2004), вёл собственные шоу-развлекательные программы на Нью-Йоркском Радио «Народная волна» (2003—2004);
c 1993 года по настоящее время Дмитрий Явтухович освоил десятки различных полезных, а порой невыносимых, несуразных Американских и «эмигрантских» специфическиx развлекательных профессий, приносящих доход:
Директор развлекательных программ, лектор, ведущий программ Русского радио, джазовый пианист, органист(-электро) на хоккейных матчах, вокалист, тапёр, аккордеонист, участник сценических шоу, аранжировщик, симфонический оркестровщик, певчий в Церковном хоре, организатор концертов и шоу, звукорежиссёр, сессионный музыкант в студиях США, «человек-оркестр», настройщик аппаратуры, помощник монтажёра Видео-клипов, продюсер, автор муз.сценариев, преподаватель музыки, изготовитель «минусовок» для вокалистов, Новогодний ведущий и исполнитель ролей (Санта-клаус, Карлсон, Незнайка, Чаплин, Снегурочка, Кикимора, Леший, Баба-Яга, Дед-Мороз и др.), импровизатор-куплетист, комедийный «исполнитель» под «фанеру», пародист, «громогласный» ресторанный исполнитель «Happy Birthday», дирижёр джаз-бэнда, собиратель и распределитель «Парнаса» (чаевых) для музыкантов ансамбля, графический корректировщик оркестровых партий, составитель текстов для рекламы, «стихоплёт» и сценарист для празднеств, «крайний» для разборок с хозяевами бизнеса, «доставщик» вокалисток на ночную работу, «муз.сопровождение» фокуснику, дрессировщику, акробату или клоуну, организатор денежно-вещевой лотереи, продажа синтезаторов через океан, концертмейстер-аккомпаниатор.

## Творчество
В конце 1980-х — начале 1990-х годов Явтухович проявил себя в жанре Белорусской песни («Даставай,Язэп, гармонiк!», «Не клянiце мяне», «А у гасцях-шум i тлум», «Нарачанка», «Усе мы родам з дзяцiнства», «Вiцебскi дождж», «Беларускiя дзяучаты», «Старана мая азёрная», «Пяшчота», «Жураулi лятуць», «Краiна, сэдцу родная», «Белая ранiца», «Крывiчанка», «Полацак», «Стары кавалер», «Лiстота разлук», «Лянок-ляночак», «Хлопчык з гiтарай», «Маладая кума», «Эмiгранты з Беларусi», "Песня «Адраджэння», колыбельная"Спiць над лесам аблачынка" и др.) . Песни этого композитора исполняли Владимир Мулявин, Леонид Борткевич, Валерий Дайнеко, Анатолий Кашепаров, Анатолий Ярмоленко, Алеся, Николай Скориков, Инна Афанасьева, дуэт Поплавская-Тиханович, Богдан Андрусiшын(Данчык), Вадим Косенко, Алексей Шэдзько, Юрий и Илона Богаткевичи, Валерий Рязанов, Анжелика Ютт, Андрей Хлестов, Юлия Скороход, Валерий Скорожонок, Татьяна Воронова, Александр Москальчук, Сергей Брикса, Евгений Шахрай, Дмитрий Смольский, Сосо Павлиашвили, Владимир Правалинский и другие известные белорусские и российские артисты. Вокалисты со многими песнями композитора неоднократно завоёвывали призовые места на конкурсах «Славянский Базар» в Витебске и на 1-м Фестивале Белорусской песни и поэзии в г. Молодечно (1993), Беларусь.
— Автор музыки к художественным и документальным фильмам, теле- и радио- спектаклям на белорусском яз., например, «Комедиант» к/с Беларусьфильм,
1987, реж. В.Орлов.
— Также, более 80-ти песен на русском и белорусском языках написано композитором для детей («Оранжевые попугайчики»https://www.youtube.com/watch?v=IDCPh3FcXSk, «У 3-х сосёнок», «Весёлая игра», «Забияка», «Серая птичка», «Пра сабачку Чапу», «Мамачка», «Бярозка», «Колькi кiпцiкау у кошкi», «Сонца села за лясок», «Над рэчкаю Шчарай», «Добрай ночы» и др.)
— Проживая с 1993 года в New Jersey, США, Явтухович преимущественно пишет музыку для симфонического оркестра и струнных инструментов, он — автор 3-х скрипичных концертов(1987,2012,2016), Концертино(2011), «Славянской Фантазии»(2013) и «Романтического Kаприччио»(2015) для скрипки с оркестром,
6-ти-частной жанровой Симфонической сюиты (2011), Поэмы «Айвазовский в Феодосии» (2017) для фортепиано с оркестром, Цимбального концерта (2016), Гобойного концерта (2018), оратории «Казнь Буша» (2017) на 4-х языках для хора с оркестром, Кантаты на стихи И. А. Бунина (1987); автор множества сюит, дивертисментов, концертино, циклов и отдельных пьес для симф. и камерного оркестров, для различных инструментов с оркестром, а также камерной музыки — Струнного квартета, Фортепианного трио, произведений для скрипки (более 150-ти: соло и с ф-но, например цикл «12 Каприсов для скрипки Соло»(2012—2015), пьес и сюит (более 75-ти) для ансамбля скрипачей, для джазовых составов и др. камерных ансамблей.
— В 1999 году был выпущен 16-трековый CD-диск-альбом Явтуховича «Mystery of the Dark Ocean» в стиле «Куул-джаз», где выдающиеся музыканты Алекс Сипягин (труба, флюгельгорн), Сергей Гурбелошвили и Владимир Вайнер (саксофоны) принимали участие и играли множество соло в композициях.
Несколько пьес этого альбома были использованы в TV-сериале 2003 г. «The Handler» Under Color of Law.
— Многие скрипичные произведения переложены для белорусских цимбал, саксофона, кларнета, флейты, альта (стр.), домры и др. и, соответственно, исполняются на этих инструментах.
— Некоторые симфонические и камерные партитуры автора переложены для оркестра Русских народных инструментов, исполняются коллективами в городах России.
— Вокальные циклы, инструментальные пьесы, джазовые композиции, романсы, песни (более 180-ти, преимущественно на белорусском яз.) звучат в Республике Беларусь и за её пределами с середины 1980-х г.г. В настоящее время композитор активно сотрудничает со многими исполнителями и коллективами Республики Беларусь, Москвы, С.-Петербурга, регионов России: Сибири, Урала, Крыма, а также с музыкантами и дирижёрами Казахстана, Латвии, Украины, Германии, Лихтенштейна, Сербии, Чехии, Хорватии, Бразилии, США и других стран.
— Наиболее тесное творческое сотрудничество сложилось у композитора с семьёй лауреатов из Москвы, скрипача и пианистки — Сергея и Маргариты Поспеловых. По приглашению 2-х разных оркестров США (шт. Мичиган и Северная Дакота) в 2017-м и 2018-м г.г.,где Сергей исполнял концерты Брамса и Чайковского, музыканты в США также дали несколько сольных благотворительных камерных концертов в штате Нью Джерси и Нью Йорке, организованных Дмитрием Явтуховичем, где с успехом обширно исполнялись и его произведения для скрипки с фортепиано.
— 3-й скрипичный концерт Явтуховичa был исполнен Поспеловым в мае 2016-го г. на фестивале в Москве с оркестром Министерства обороны, дир. Левандовский.
— В Рахманиновском зале и в концертном зале «Оркестрион», в Малом зале Моск. Консерватории, а также в Башмет-центре, в течение последних 5-7 лет было исполнено и записано несколько десятков крупных и мелких произведений Явтуховича для различных составов, его фортепианное Трио, Славянская фантазия, Цимбальный концерт и другие композиции, с участием Поспеловых, виолончелиста Арсения Чубачина, скрипача Даниила Когана, a также известного скрипача — лауреата Гайка Казазяна и других талантливых выпускников консерватории и аспирантов класса Нар.арт. СССР Эдуарда Грача. Десятки пьес и циклов были записаны и ансамблем скрипачей п/у C.Поспелова.
— Свой вклад в интерпретацию и в студийную запись композиций Явтуховича внесли известные Московские музыканты-лауреаты: флейтист Алексей Морозов, кларнетист(и саксофонист) Никита Агафонов, флейтистка Дарья Пьянкова, скрипачи Сергей Пудалов, Игорь Хухуа, Леонид Железный, Таир Хисамбеев, Никита Сухих, белорусская цимбалистка Татьяна Зыкова (Олехнович); профессор класса кларнета Магнитогорской Консерватории Татьяна Якименко, известный педагог из г. Керчи Н. А. Батищева и её ансамбль скрипачей «Корчев Виолино», Тамбовский оркестр народных ин-тов Колледжа им. Рахманинова(дир. А.Ромашков), Новосибирские музыканты — фаготистка Наталья Усова и пианист Лев Терсков, Воронежский анс.скрипачей «А-Соль»(рук. Т.Бобренко) и многие другие.
— Активно пропагандирует музыку Явтуховича известный российский гобоист Алексей Балашов, выступавший с произведениями автора для гобоя с симф.орк. и для гобоя с орк.народных инструментов в 15-ти крупных городax России.
— Частное музыкальное издательство в США Сoundwavecompany в штате New Jersey публикует и печатает многие фортепианные и оркестровые произведения Явтуховича с 2017 года.
— Программная симфония номер 2 «Пётр Ильич Чайковский» завершена Дмитрием Явтуховичем к апрелю 2020 года к 180-летию со дня рождения композитора.
— В 2021-м написаны 5-частная Сюита для фагота с фортепиано и 3-х-частный крупный Концерт для фагота с оркестром.
— С 2022-го года Явтухович пишет преимущественно музыку для духовых инструментов. Им созданы Концерт для флейты с орк., Концертино для кларнета с орк., циклы «6 Движений для Кларнета соло», «10 Ноктюрнов для Флейты соло», «5 Напевов для Гобоя соло», «5 Экспромтов для Тубы соло», а также множество пьес для духовых в сопровождении ф-но. Известные музыканты и педагоги России, лауреаты конкурсов Елена Исаева, Ксения Куэльяр, Ольга Ивушейкова, Марат Файрушин, Юлия Горбаткова, Арина Рабенкова, Григорий Дьяченко и другие,- активно исполняют и записывают его произведения для духовых инструментов. Юная 12-летняя флейтистка Евгения Шубина (класс Е. В. Исаевой) в апреле 2023 года на «Дельфийских Играх России» завоевала «Золото» с пьесой Явтуховича «Адажио Спиритуозо».

## Личная жизнь
супруга Инна Явтухович(Захаренко) (р.1963), музыковед, регент церковного хора храма Александра Невского, г. Хоуэлл, шт. Нью Джерси,США;
дочь Валерия Явтухович (р.1987) — выпускница Университета Брауна, г. Провиденс, шт. Род Айленд,США;
брат Алексей Явтухович (р.1968), проф. скрипач (также проживает в США).

## Интересные факты
Активно участвуя наряду с другими музыкантами ансамбля «Песняры» в аранжировке композиций В. Г. Мулявина к сложной программе «Во весь голос» на стихи В.Маяковского, Дмитрий собственноручно написал увертюру, которая 3 раза проходит лейт-мотивом в этой полутора-часовой программе, целиком показанной в 1987—1988 г.г. в Москве, Ленинграде, Киеве и Минске и эпизодически исполненной во многих городах бывшего СССР. В вокальном много-голосном номере «Прозаседавшиеся» Дмитрий также пел с 5-ю другими «песнярами». В крупной же композиции «Разговор с тов. Лениным» (также оркестровка Явтуховича) Дмитрий лично аккомпанировал В. Г. Мулявину, который по-классически исполнял произведение, стоя возле рояля.
Весной 1987 года, готовясь к Гос.экзамену по композиции, Дмитрий Явтухович, мимоходом на гастролях в городах Саратов и Горький, на площадках «Песняров» во дворцах спорта, записал в дневное время и с разрешения Мулявина, с хористами местных Консерваторий и солистами «Песняров» В.Дайнеко и Э.Тышко 6 номеров своей Кантаты на стихи И.Бунина. Организовывал хористов в Саратове и будущий автор песен группы «Комбинация» Виталий Окороков, он же пел тенором на записях.
После ухода из «Песняров», учась в аспирантуре Белгосконсерватории, Дмитрий не порывал с «Песнярами» и в течение 1989—1990-х г.г. записал песни с В.Дайнеко(колыбельная «Добрай ночы», песня «Белая ранiца», обе на стихи Л.Прончака) и песню «Не клянiце мяне» на стихи Янки Купалы(солист В. Г. Мулявин, аккомпанировал Симфонический оркестр Бел. Радио). 6 его песен с 1989 по 1991-й годы записал также бывший солист «Песняров» Л.Борткевич, многие стали хитами начала 90-х. 4 песни спел А.Кашепаров. Также, в 1987-м г.,ещё во время работы клавишником «Песняров», Явтухович аранжировал песню солиста Игоря Пени на стихи А.Блока «О дай мне, Господи, забыть», которая часто исполнялась в концертах.
Дмитрий на протяжении 3-х лет (1990—1992) вёл в Минске по воскресеньям популярную Радио-программу"Полный каданс"(он же был её автором) для подростков. В передачах участвовали Александр Тиханович (в качестве исполнителя на Тубе) и певец Сергей Брикса (впоследствии известный Христианский исполнитель в США).
Дмитрий Явтухович как композитор-вокалист, аккордеонист и аккомпаниатор дважды выступал в концертном зале ООН в Нью Йорке. Первый раз — с известными вокалистами Инной Афанасьевой и Николаем Скориковым (осень 1992-го г.) и второй раз — с ансамблем «Сябры», рук. А.Ярмоленко (осень 1993-го г.).
Произведение Явтуховича «Адажио Спиритуозо» было исполнено в разных городах и странах, детьми и взрослыми, не менее 2500 раз, начиная с 2010 года. Играли его, кроме оригинальной версии (скрипка с фортепиано),- на саксофоне, кларнете, цимбалах, альте, виолончели, флейте, гобое, домре, а также ансамблями скрипачей. Один Сербский камерный оркестр исполнял эту вещь на улицах Парижа, а некоторые музыканты (Киев,Екатеринбург,Одесса,Харьков,Петербург) играли пьесу в подземных переходах и в метро, солируя под инстр. фонограмму; также «Адажио Спиритуозо» звучало многократно для туристов на круизных лайнерах, Российских и международных. Произведение, как и «Славянская фантазия»https://www.youtube.com/watch?v=N7a1jvZyOH0, также вошло в постоянный репертуар скрипачa-виртуоза Гайкa Kазазянa, лауреатa конкурса им. П.И.Чайковского.